# Яр Абрамів
Яр Абрамів — балка (річка) в Україні у Куп'янському й Шевченківському районах Харківської області. Ліва притока річки Великого Бурлуку (басейн Дону).

## Опис
Довжина балки близько 6,39 км, найкоротша відстань між витоком і гирлом — 5,95 км, коефіцієнт звивистості річки — 1,07. Формується декількома струмками та загатами. На деяких ділянках балка пересихає.

## Розташування
Бере початок на північно-західній стороні від села Курочкине. Тече переважно на північний захід через село Іванівку і на північній стороні від села Шевченкове впадає в річку Великий Бурлук, ліву притоку річки Сіверського Дінця.

## Цікаві факти
- У XX столітті на балці існувала газова свердловина[2], а у XIX столітті — вітряний млин[1].